# Barthélemy Mansel
Barthélemy Mansel, mort après août 1291, fut vicaire du patriarcat latin d'Antioche, évêque de Tortose de 1272 jusqu'à 1291 ainsi que régent du comté de Tripoli en 1275.

## Biographie
Il est issu de la famille Mansel, relativement importante au sein de la principauté d'Antioche. Il est très probablement le fils de Robert Mansel, connétable de la principauté d'Antioche de 1207 à 1219, et de son épouse, une sœur de Constantin de Barbaron, d'origine arménienne. Le connétable d'Antioche Simon Mansel est donc son frère. Par sa mère arménienne, il est apparenté au roi Héthoum Ier d'Arménie.
En 1268, il parvient à s'échapper du sac d'Antioche, dont la défense était commandée par son frère Simon. Il est ensuite nommé évêque de Tortose lorsque ce siège devient vacant en 1272. Après la mort du prince Bohémond VI d'Antioche en 1275, sa veuve, Sibylle d'Arménie, invite l'évêque Barthélemy à assurer la régence pour son jeune fils, Bohémond VII. Barthélemy étant également vicaire du patriarche latin d'Antioche, alors absent, Opizzo Fieschi, cela le place en conflit avec l'évêque de Tripoli, Paul de Segni.
Après s'être installé à Tripoli, Barthélemy, supérieur à Paul de Segni tant sur le plan spirituel que séculier, se range du côté des détracteurs de Paul parmi les barons autochtones. Il a également un différend avec le seigneur du Gibelet Guy II Embriaco, provoqué par le mariage de l'héritière d'Hugues l'Aleman avec Jean, frère de Guy, qui empêcha son mariage avec le neveu de Barthélemy.
Barthélemy, agissant en tant que vicaire patriarcal, absout l'excommunication de Bohémond VII prononcée par le pape Nicolas III, à la suite d'une lettre de Paul au pape dans laquelle il accusait Bohémond d'avoir saisi ses biens, emprisonné ses serviteurs et attaqué sa demeure.
Il retourne à Tortose après la chute de Tripoli en 1289. Mais le 3 août 1291, les Templiers et Barthélemy évacuent Tortose, qui cesse ainsi d'être un évêché résidentiel.

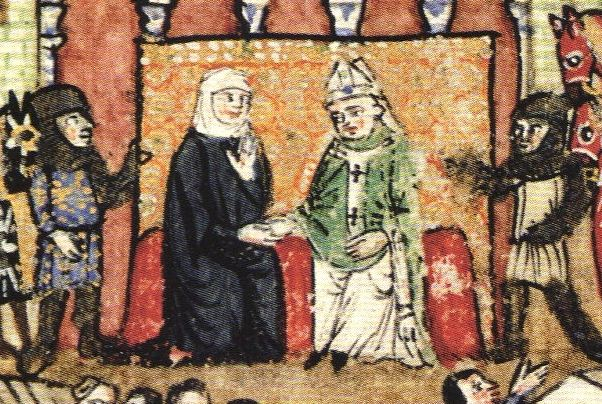
L'évêque Barthélemy Mansel avec la comtesse Lucie de Tripoli, pendant la chute de Tripoli.